# خوشنویسی تبتی
خوشنویسی تبتی هنر نوشتاری زبان تبتی است. همچون دیگر بخش‌های آسیای شرقی، اشراف و لاماهای بلندمرتبه قابلیت‌های بالایی در خوشنویسی داشته‌اند. در تبت برخلاف چین، ژاپن و کره، برای خوشنویسی از قلم نی استفاده می‌کنند نه قلم‌مو. به جز این مسئله، تاثیر این هنر از خوشنویسی‌های شرق آسیا محسوس است و حتی در برخی مواقع برخلاف دیگر خطوط برهمایی، آزادی جریان خط را در آن می‌توانیم ببینیم. بیشتر رسوم خوشنویسی تبتی از متون مذهبی سرچشمه گرفته و بیشتر خوشنویسی قدیمی با زمینه‌های رهبانی همراه است.

## سبک‌ها

یک مانترای بودایی با خط تبتی.

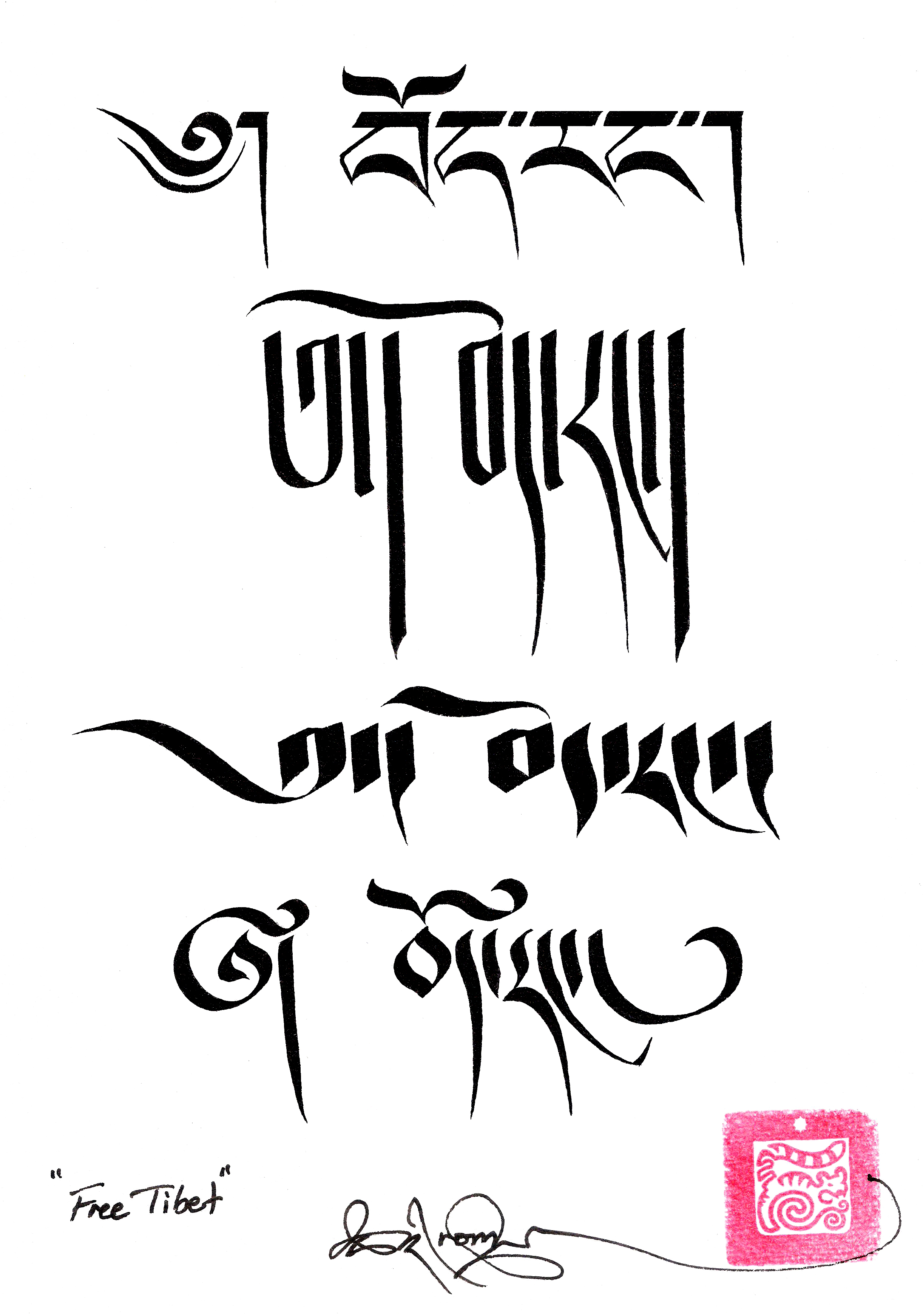
نوشته «تبت آزاد» با چهار سبک مختلف خوشنویسی تبتی.

سبک‌های گوناگون خوشنویسی در تبت وجود دارد:
- اوچن (به زبان تبتی:དབུ་ཅན།، به معنی نوک‌دار: با نام‌های اوچان یا دو-کان نیز شناخته می‌شود) با سطرهای افقی پرحجم و خطوط عمودی باریک شناخته می‌شود و مرسوم‌ترین نوشتار تبتی است. به خاطر وضوحش در متون چاپی هم کاربرد دارد. در خطوط دست‌نویس هم سبک اصلی خوشنویسی است و قبل از شروع به فراگیری سبک‌های دیگر باید در آن استاد شد.[۲]
  - انگاتار (به زبان تبتی:སྔ་དར།، به زبان چینی:前宏期) گسترش‌یافته
    - توآد (蟾体) - ویرایش اولیه Thonmi Sambhota
    - لیژوآن (列砖体)
    - ژیونگ‌جی (雄鸡体)
    - که (稞体)
    - چوآنژو (串珠体)
    - کیانگ‌لانگ (蜣螂体)
    - یویوئه (鱼跃体)
    - تنگ‌شی (腾狮体)

  - کیتار (به زبان تبتی:ཕྱི་དར།، به زبان چینی:后宏期) گسترش‌یافته
    - سارکونگ یا چونگ (གསར་ཆུང༌།)
    - سوگرینگ
    - سوگ‌تونگ
    - سارکن
- اومه (به زبان تبتی:དབུ་མེད།، به معنی بدون نوک): سبکی با خمیدگی بیشتر ایت که در مطبوعات و زندگی روزمره کاربرد زیادی دارد. تفاوت آن با اوچان نداشتن خط افقی بالای حروف است.
- بکوگ (به زبان تبتی:དཔེ་ཚུགས། یا بتسو): نازیک است و همچون اومه خمیده است ولی در شکل مربعی.
- ژوزا (به زبان تبتی:འབྲུ་ཚ། یا دروتسا): گونه‌ای از اومه با نشانه‌های صدادار اوجاین.
  - خمیده ژوزا
  - مستقیم ژوزا
  - کوتاه ژوزا
    - 棱体
    - 粒体
- کوگتونگ (به زبان تبتی:ཚུགས་ཐུང༌། یا تسوگتونگ): سبک کوتاه‌شده و خلاصه اومه.
  - سبک یی (伊体)
  - سبک ژیونگ (雄体)

## نمونه‌های درخور توجه
رکورد طولانی‌ترین حلقه خوشنویسی تبتی متعلق به Jamyang Dorjee Chakrishar است که ۱۶۳،۲ متر شامل ۶۵،۰۰۰ حرف را خوشنویسی کرده‌است. این طومار شامل دعاهایی برای دالایی لامای چهاردهم است که بدست ۳۲ راهب پدید آمده‌اند.